# Barolo
Barolo er en italiensk vin produceret udelukkede på Nebbiolo-druer.
Den produceres i Cuneo-provinsen sydvest for byen Alba i Piemonte i kommunerne Barolo, Castiglione Falletto, Serralunga d'Alba og i dele af kommunerne Cherasco, Diano d'Alba, Grinzane Cavour, La Morra, Monforte d'Alba, Novello, Roddi og Verduno.
Kun vinmarker med passende hældning og orientering bruges til produktionen. Desuden må jordbundsforholdene være passende. Vinen anprises som vinens konge og kongernes vin.

## Produktionsdata
| Producenter                  | 1.163           |
| Mængde produceret            | 5.000.000 liter |
| Maksimalt afkast             | 8.000 kg/ha     |
| Maksimalt afkast fra druerne | 65%             |
| Minimum alkoholprocent       | 12,50%          |
| Påkrævet lagringstid         | Tre år          |